# Phytocoris balli
Phytocoris balli är en insektsart som beskrevs av Knight 1926. Phytocoris balli ingår i släktet Phytocoris och familjen ängsskinnbaggar. Inga underarter finns listade i Catalogue of Life.